# Superga (Schuhmarke)

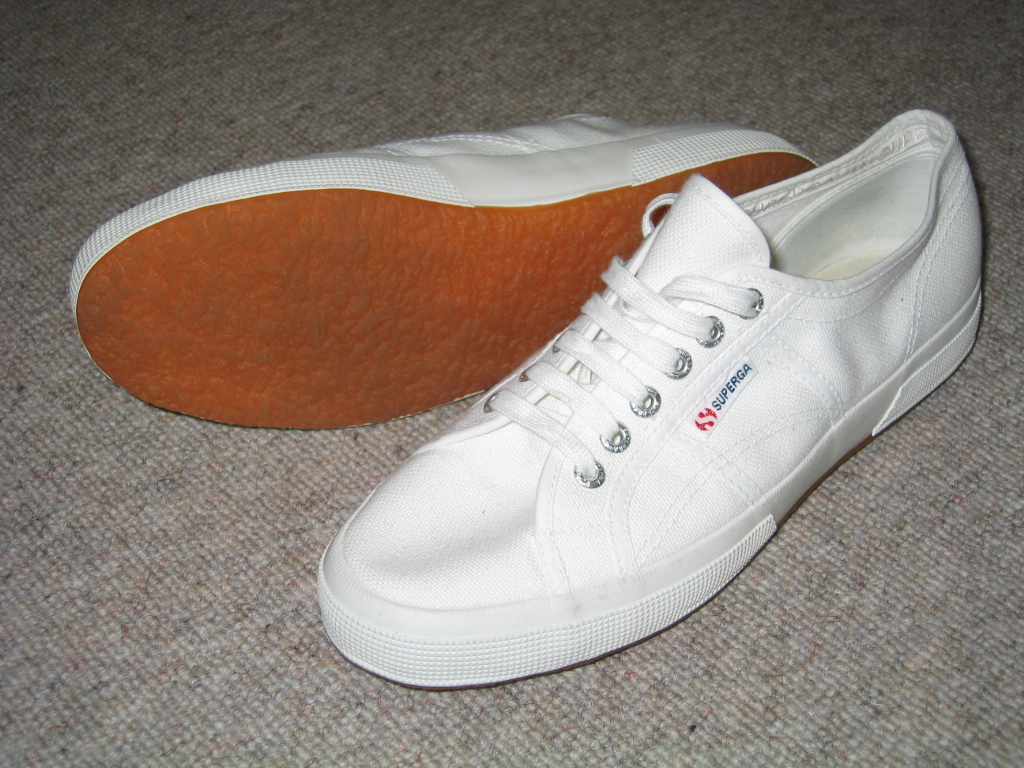
Klassischer Superga-Schuh in Weiß

Superga ist eine international bekannte italienische Sportschuhmarke aus Turin, deren Wurzeln bis in das Jahr 1911 zurückreichen.

## Unternehmensgeschichte

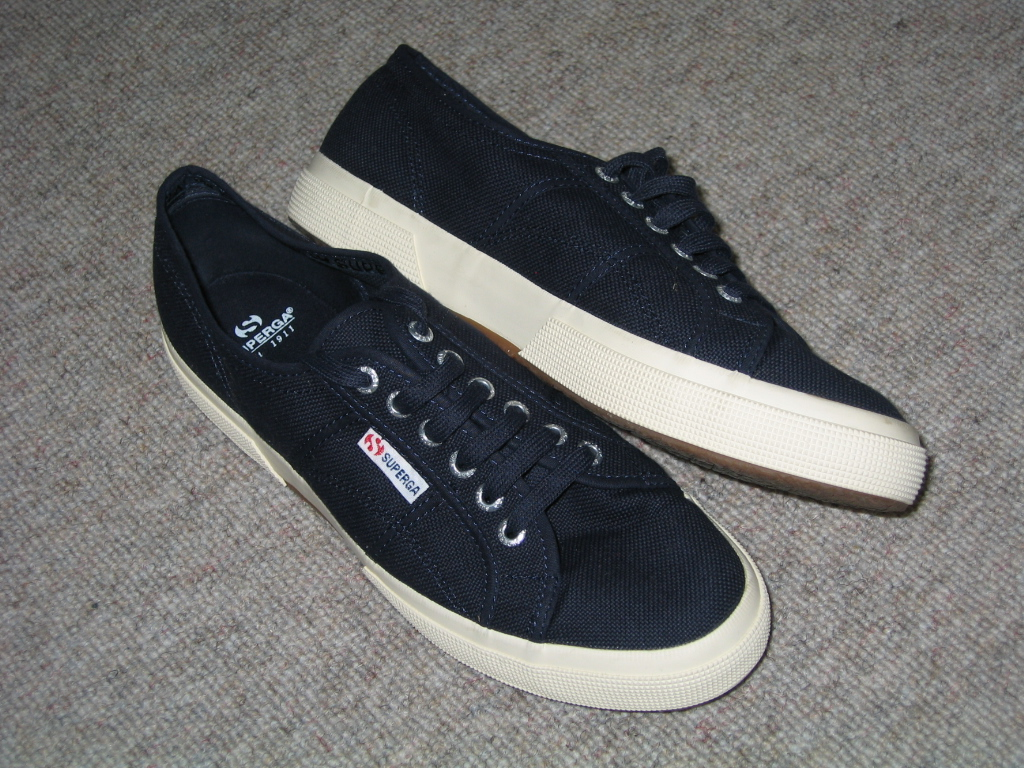
Klassischer Superga-Schuh in Dunkelblau

1911 begann der italienische Reifenhersteller Walter Martiny aus Turin in seinem Unternehmen Walter Martiny Industria Gomme mit der Produktion von wasserdichten Gummistiefeln. 1925 erweiterte Martiny das Portfolio unter dem Modellnamen 2750 um leichte Sportschuhe  aus Baumwoll-Obermaterial mit vulkanisierter Gummisohle, deren Design zum Synonym für die Marke Superga werden sollte. Seine Firma benannte Martiny nach der unweit gelegenen Wallfahrtskirche Superga schließlich in Superga SpA um. Ab 1934 kamen Schuhe für andere Sportarten wie Tennis oder Segeln hinzu. 
Superga-Schuhe erfreuten sich über die Jahre zunächst im italienischen Heimatmarkt immer größerer Beliebtheit. 1951 übernahm Pirelli die Mehrheit an Superga und erhöhte die Produktion der Schuhe von zwei auf 12 Millionen Stück pro Jahr. Ab den 1980er Jahren  wurde erstmals Bekleidung und Wäsche für Damen und Herren unter dem Namen Superga auf den Markt gebracht. Zu den umsatzstärksten Exportländern zählten Frankreich, Spanien und Deutschland. Besonders die 1980er, unter anderem zu Zeiten der Paninari, waren Glanzzeiten für Superga-Schuhe, die geradezu Kultstatus in Italien erlangt hatten. 1990 übernahm Superga die französische Sportmarke K-Way. 
Ab Anfang der 1990er Jahre geriet das Unternehmen bedingt durch starke Konkurrenz von anderen Sportschuhherstellern allerdings in eine Krise. 1993 verkaufte die Pirelli-Gruppe die Superga SpA zusammen mit K-Way zu einem Großteil an die Mailänder Finanzgesellschaft Sopaf SpA. Mitte der 1990er Jahre arbeitete der C.P. Company Gründer Massimo Osti als Designer für Superga. Ende der 1990er Jahre schien sich die Superga SpA wieder erholt zu haben und vermeldete Gewinne. Die frühen 2000er Jahre waren nach Umsatzeinbrüchen und hohen Verlusten erneut schwierige Zeiten für die Schuh-Marke. 2002 verkaufte Sopaf die Marke Superga an die Mailänder Sportswear-Firma Formula Sport Group für 12,5 Millionen Euro. 
Die Turiner BasicNet SpA, 1995 von dem italienischen Unternehmer Marco Boglione (* 1956) gegründet, erwarb 2004 die weltweiten Lizenzrechte für Superga von Formula Sport und kaufte dem Unternehmen die Marke Superga 2007 schließlich komplett ab. Zu BasicNet gehören die Marken Kappa, Robe di Kappa, Superga, K-Way, Jesus Jeans, AnziBesson und Lanzera. Die Lizenzrechte für den nordamerikanischen Markt vergab BasicNet 2007 an den US-amerikanischen Schuhhersteller R.G. Barry und schließlich 2011 an den amerikanischen Schuh-Designer Steve Madden. Madden wiederum verpflichtete die Zwillinge Mary-Kate und Ashley Olsen als Chef-Designerinnen für Superga Nordamerika.
Anfang der 2010er Jahre war Superga mit über 210 Monomarken-Geschäften, die vornehmlich als Franchise geführt wurden, weltweit in ca. 70 Ländern vertreten.